# Stanley Dickens
Stanley Dickens (ur. 7 maja 1952 roku w Färila) – szwedzki kierowca wyścigowy.

## Kariera
Dickens rozpoczął międzynarodową karierę w wyścigach samochodowych w 1978 roku od startów w Brytyjskiej Formule 3 BARC, gdzie jednak nie zdobywał punktów. W tym samym roku w wyścigu World Cup International Formula 3 Trophy był ósmy. W późniejszych latach pojawiał się także w stawce Szwedzkiej Formuły 3, Europejskiej Formuły 2, Grand Prix Makau, Europejskiej Formuły 3, European Touring Car Championship, FIA World Endurance Championship, All Japan Sports-Prototype Championship, World Sports-Prototype Championship, Deutsche Tourenwagen Masters, IMSA Camel Lights, Japanese Touring Car Championship, Asia-Pacific Touring Car Championship, IMSA Camel GTP Championship, Fuji Long Distance Series LD-1, All-Japan Touring Car Championship, All Japan Sports Prototype Car Endurance Championship, 24-godzinnego wyścigu Le Mans, IMSA Camel GTP Championship, Sportscar World Championship, IMSA World Sports Car Championship, Global GT Championship, International Sports Racing Series, American Le Mans Series, Grand American Rolex Series, FIA Sportscar Championship, Copenhagen Historic Grand Prix, Swedish GT oraz 24H Series.
W Europejskiej Formule 2 Szwed startował w latach 1981-1982 ze szwajcarską ekipą Horag Racing. Jednak w żadnym z dwóch wyścigów, w których wystartował, nie zdołał zdobyć punktów.